# عزلة وراف (إب)

تعديل مصدري - تعديل

عزلة وراف هي إحدى عزل مديرية جبلة في محافظة إب اليمنية ويبلغ تعداد سكانها 17342 نسمة حسب التعداد السكاني في اليمن لعام 2004.

## روابط خارجية
- الجهاز المركزي للإحصاء بالجمهورية اليمنية
- المركز الوطني للمعلومات باليمن
- الدليل الشامل